# Chickasha
Chickasha és una ciutat dels Estats Units a l'estat d'Oklahoma. Segons el cens del 2000 tenia 15.850 habitants.

## Demografia
Segons el cens del 2000, Chickasha tenia 15.850 habitants, 6.434 habitatges, i 4.111 famílies. La densitat de població era de 338,9 habitants per km².
Dels 6.434 habitatges en un 29,6% hi vivien nens de menys de 18 anys, en un 46,6% hi vivien parelles casades, en un 13,5% dones solteres, i en un 36,1% no eren unitats familiars. En el 31,8% dels habitatges hi vivien persones soles el 15,3% de les quals corresponia a persones de 65 anys o més que vivien soles. El nombre mitjà de persones vivint en cada habitatge era de 2,34 i el nombre mitjà de persones que vivien en cada família era de 2,94.
Per edats la població es repartia de la següent manera: un 24,3% tenia menys de 18 anys, un 11,8% entre 18 i 24, un 26,4% entre 25 i 44, un 20,2% de 45 a 60 i un 17,2% 65 anys o més.
L'edat mediana era de 36 anys. Per cada 100 dones de 18 o més anys hi havia 81,9 homes.
La renda mediana per habitatge era de 26.369 $ i la renda mediana per família de 33.621 $. Els homes tenien una renda mediana de 27.083 $ mentre que les dones 19.889 $. La renda per capita de la població era de 14.797 $. Entorn del 13,1% de les famílies i el 18,3% de la població estaven per davall del llindar de pobresa.

## Poblacions més properes
El següent diagrama mostra les poblacions més properes.